# Hlapinika
Hlapinika (kapinika, lat. Calicotome), rod veoma trnovitih sredozemnih grmova iz porodice mahunarki. Priznato je nekoliko vrsta. Na području Hrvatske i susjedne BiH raste trnovita kapinika (Calicotome spinosa), a po šikarama u Hrvatskoj dlakava kapinika ili vlasnata hlapinika (Calicotome villosa) i obična hlapinika (Calycotome infesta) 

## Vrste
1. Calicotome infesta (C.Presl) Guss.
2. Calicotome intermedia (Salzm. ex C.Presl) Boiss. ex Rchb.f.
3. Calicotome rigida (Viv.) Maire & Weiller
4. Calicotome spinosa (L.) Link
5. Calicotome villosa (Poir.) Link